# بيتر بينش
بيتر بينش (27 نوفمبر 1974 في التشيك - ) (بالتشيكية: Petr Beneš)‏ هو لاعب كرة طائرة شاطئية ولاعب كرة طائرة التشيك. شارك في الألعاب الأولمبية الصيفية 2012.

## وصلات خارجية
- بيتر بينش على موقع الاتحاد الدولي beach volleyball database (الإنجليزية)
- بيتر بينش على موقع قاعدة بيانات الكرة الطائرة الشاطئية (الإنجليزية)
- بيتر بينش على موقع أوليمبيديا (الإنجليزية)
- بيتر بينش على موقع اللجنة الأولمبية التشيكية (التشيكية)